# Kırgın çiçekler
 (срп. Рањиво цвеће) турска је телевизијска серија, снимана од 2015. до 2018.

## Синопсис
Ово је прича о преживљавању младих девојака у великом свету...
У фокусу серије је девојчица Ејлул, уморна од очуховог малтретирања, која се поверава мајци. Међутим, у том тренутку се њен живот мења: мајка би радије дала Ејлул у сиротиште него оставила мужа. Ејлул ће пронаћи нове пријатеље у новоотвореном сиротишту у богатој четврти. Међутим, ове девојчице, искључене из друштва, понижавају и блате богати дечаци из четврти. Кад их због клевете не прими ниједна јавна школа, директорка сиротишта их уписује на луксузан приватни колеџ.
За Ејлул и њене три пријатељице живот је сада пуно тежи међу богатим и размаженим ученицима у новој школи. Џемре и Дефне, које стално малтретирају Ејлул и пријатељице у школи, потичу из богатих породица. Једног дана Џемреин отац Синан почини самоубиство и притом случајно убије и своју жену. Синанова родбина одбија да преузме његове дугове и да усвоји Џемре, те стога мора у сиротиште. Дефне и њене богате пријатељице окрећу јој леђа, али Ејлул и њене пријатељице из сиротишта јој пруже руку.
С једне стране, Ејлул и пријатељице покушавају да устану против школског одбора и размажених ученика који траже сваку прилику да их избаце, док истовремено настоје да пронађу своје породице и реше животне проблеме. Из тих дилема научиће важне лекције, а научиће и да воле, греше и да савладају проблеме заједничком сарадњом...

## Сезоне
| Сезона | Сезона | Број епизода (н / и)              | Приказивање у Турској                  |
| ------ | ------ | --------------------------------- | -------------------------------------- |
|        | 1      | 50 / 165 (1 — 50) / (1 — 165)     | 29. јун 2015 — 13. јун 2016. ()        |
|        | 2      | 38 / 115 (51 — 88) / (166 — 280)  | 19. септембар 2016 — 12. јун 2017. ()  |
|        | 3      | 25 / 105 (89 — 113) / (281 — 385) | 18. септембар 2017 — 12. март 2018. () |

## Улоге
| Глумац:             | Улога:                  |
| ------------------- | ----------------------- |
| Ипек Карапинар      | Фериде Ѓунѓор           |
| Озѓур Чевик         | Топрак Ерен             |
| Биран Дамла Јилмаз  | Ејлул Аџар              |
| Дерја Артемел       | Месуде Јилмаз           |
| Веда Јуртсевер      | Назан Озѓун             |
| Ердал Билинген      | Тефик Озѓун             |
| Ѓокче Акјилдиз      | Сонгул Џелен            |
| Хазар Мотан         | Џемре Дериноглу         |
| Чагла Ирмак         | Кадер Кутај Локумџузаде |
| Алејна Солакер      | Мерал Кендир            |
| Саџиде Ташанер      | Нериман Сонмез          |
| Зејнеп Иргат        | Хедије/Хедош            |
| Ариф Дирен          | Ѓунеј Ертурк            |
| Нил Кесер           | Дефне Озѓун             |
| Мехмет Ајкач        | Серкан Озѓун            |
| Џансу Фиринџи       | Кемал Јилмаз            |
| Зејнеп Парла        | Џансу                   |
| Бурак Арслан        | Бурак                   |
| Фуркан Андич        | Ѓокан Турали            |
| Бирѓул Улусој       | Емине Турали            |
| Ѓокче Јанардаг      | Сехер Кахраман          |
| Јагмур Ун           | Зејнеп Дериноглу        |
| Кадир Чермик        | Неџми Турали            |
| Бирген Енгин        | Бану Саваш              |
| Улку Хилал Чифтчи   | Ѓулџан                  |
| Нил Ѓунал           | Емел Дериноглу          |
| Хулија Ѓулшен       | Незихе                  |
| Мурат Онук          | Екрем Ертурк            |
| Јунус Терзиоглу     | Џенк                    |
| Дилара Муџавироглу  | Алејна                  |
| Бариш Јалчин        | Бариш                   |
| Есма Јилмаз         | Бушра Аџар              |
| Седа Ѓунѓор         | Мерве                   |
| Бурџу Алмеман       | Селин Ертурк            |
| Каан Касапоглу      | Мерт Атасој             |
| Алмила Ада          | Лалин                   |
| Рухи Сари           | Садулах Џелен           |
| Селен Куртаран      | Озлем Сонмез            |
| Есра Дерманџиоглу   | Зехра Џелен             |
| Огуз Пече           | Атакан                  |
| Елиф Џерен Баликчи  | Седеф Џелен             |
| Бенан Јуџе          | Зухал                   |
| Али Фуат Онан       | Ајхан Јилм              |
| Пинар Шенол         | Фиген Дериноглу         |
| Џунејт Шен          | Ихсан                   |
| Дениз Угур          | Маџиде Локумџузаде      |
| Ејлул Су Сапан      | Харика Локумџузаде      |
| Ердоган Сиџак       | Садри Локумџузаде       |
| Макбуле Мејзиниоглу | Џанан                   |
| Бурак Тозкопаран    | Али Ѓоктурк             |
| Хазал Бенли         | Фадик                   |
| Тајанч Ајајдин      | Еждер Локумџузаде       |
| Озѓур Башол         | Туна                    |
| Булент Дузѓуноглу   | Јавуз Гурѓен            |
| Шевки Озџан         | Хашмет                  |
| Серкан Биринџи      | Туна Велибашоглу        |